# Anomie
Anomie (griechisch: Kompositum aus α privativum zur Verneinung und der Endung -nomie von νόμος, „Ordnung, Gesetz“) bezeichnet in der Soziologie einen Zustand fehlender oder schwacher sozialer Normen, Regeln und Ordnung. Vor allem in England war der Begriff ursprünglich ein theologischer Ausdruck für das Brechen religiöser Gesetze. Zur Beschreibung einer Anomie wird umgangssprachlich und irreführend häufig auch das Wort Anarchie (Abwesenheit von Herrschaft) benutzt.

## „Anomie“ bei Durkheim
Der Begriff der Anomie wurde von Émile Durkheim (1858–1917), der ihn den Schriften des Philosophen Jean-Marie Guyau entlehnt hatte, in die Soziologie eingeführt. Der Rückgang von religiösen Normen und Werten führt nach Durkheim unweigerlich zu Störungen und zur Verringerung sozialer Ordnung. Aufgrund von Gesetz- und Regellosigkeit sei dann die gesellschaftliche Integration nicht länger gewährleistet. Diesen Zustand nannte Durkheim anomie, die beim Individuum zu Angst und Unzufriedenheit führen müsse, ja sogar zur Selbsttötung führen könne („anomischer Suizid“). Durkheim benutzte den Begriff, um die pathologischen Auswirkungen der sich im Frühindustrialismus rasch entwickelnden Sozial- und Arbeitsteilung zu beschreiben. Die damit einhergehende Schwächung der Normen und Regeln für die Allokation von Waren führe zu einem verschärften Wettbewerb und Kampf um die steigenden Wohlstandsgewinne.
Die Entwicklung des Anomiebegriffs bei Durkheim vollzog sich in mehreren Schritten: Zunächst verstand er Anomie als eine Situation, in der in einer arbeitsteiligen Gesellschaft keine Solidarität mehr entsteht. In seinem Werk über den Suizid (1897) sind es vor allem Ambitionen der Individuen, die im günstigen Fall zu einem moralischen Individualismus, im ungünstigen zu einem egoistischen exzessiven Individualismus führen. Letzterer zerstört das soziale Gleichgewicht und die sozialen Normen und führt nach Durkheim in die Anomie.
In der Arbeit über die Regeln der soziologischen Methode ist Anomie keine reale oder zugeschriebene Eigenschaft der Individuen (dafür wird von der Kriminalsoziologie der Begriff der Devianz genutzt), sondern der gesellschaftlichen Struktur insgesamt. Diese ist regelmäßig durch eine gewisse Quote an Normabweichung – z. B. an Kriminalität – gekennzeichnet. Anomisch ist jedoch ein plötzlicher Anstieg der Kriminalität. Das Gegenteil der Anomie ist nach Durkheim ein Zustand des Fatalismus, in dem soziale Regeln widerspruchslos akzeptiert werden.
Bronisław Malinowski postulierte 1926, dass auch in sogenannten primitiven Gesellschaften die sozialen Regeln allenfalls partiell erfüllt werden. Talcott Parsons wies darauf hin, dass gesteigerter Individualismus nicht aus der Emanzipation der Individuen von sozialen Regeln resultiere, sondern selbst eine besondere Form der sozialen Regelung in modernen Gesellschaften darstelle.

## „Anomie“ bei Merton
Robert K. Merton hat den Anomiebegriff verfeinert. Anomie entsteht vor allem aus der Diskrepanz zwischen gesellschaftlich bzw. kulturell definierten, also erstrebenswerten und legitimen Zielen (für die USA z. B. individueller Reichtum), und einer Unklarheit über die zu ihrer Erreichung legitimen (sozial erlaubten) Mittel oder aus einem erschwerten Zugang zu diesen Mitteln.
Mit Anomie kann also die Dissoziation zwischen kulturellen Zielen und dem Zugang bestimmter sozialer Schichten zu dazu notwendigen Mitteln beschrieben werden, also aus einem Auseinanderklaffen von angestrebten Zielen, Wünschen und Erwartungen der Menschen einer Gesellschaft, den sozialen Normen, welche die Mittel vorschreiben, die die Menschen zur Realisierung ihrer Ziele anwenden dürfen, und einer als ungerecht empfundenen Verteilung dieser Mittel. Dadurch schwächt sich die Bindung zwischen Mitteln und Zielen ab.
Die kulturelle Struktur einer Gesellschaft beeinflusst dabei die Ziele (z. B. Bildung, Wachstum, Wohlstand, hohes Ansehen) und die zu ihrer Erreichung zu befolgenden Normen („1+1=2“?, Fleiß, Intelligenz, Lernfreude, Religion, Erinnerung).
Die soziale Struktur entscheidet hingegen über die Verteilung dieser Mittel (Chancengleichheit, Teilhabe, gleiches Recht für alle usw.).
Merton nennt fünf mögliche Reaktionsmuster des Menschen auf diese Dissoziation:
1. Konformität: Konzentrierung auf die Ziele, die mit den zur Verfügung stehenden (gebilligten) Mitteln erreicht werden können;[8]
2. Innovation: Gebrauch kulturell bisher missbilligter Mittel zur Verfolgung kulturell gebilligter Ziele;
3. Ritualismus: strikte Nutzung der vorgeschriebenen Mittel bis hin zur Ignoranz der negativen Konsequenzen des Gebrauchs dieser Mittel (Durchführung des Rituals um des Rituals willen – auch bei Verzicht auf die Erreichung der kulturellen Ziele);
4. Rückzug (retreat): Verzicht sowohl auf vorgeschriebene Ziele als auch geforderte Mittel (Aussteiger, Drogenabhängige etc., vgl. auch Eskapismus);
5. Rebellion: Zurückweisung von Zielen und Mitteln und Betonung eines neuen, sozial missbilligten Systems von Zielen und Mitteln.

Kulturell gebilligte Mittel können als im technischen Sinn ineffizient empfunden werden, was den Rückgriff auf effizientere, aber kulturell abgelehnte Mittel nahelegt. Dieses Verhalten kann missbilligt, jedoch nachträglich als erfolgreiche Innovation betrachtet werden.
Gegenwärtig führe vor allem die Relativierung kultureller Mittel durch Pluralisierung und Individualisierung zu Problemen wie Orientierungslosigkeit, Verhaltensunsicherheit und gesellschaftlicher Desintegration.